# 高滝駅
高滝駅（たかたきえき）は、千葉県市原市高滝にある、小湊鉄道線の駅である。駅本屋は国の登録有形文化財に登録されている。

## 歴史
- 1925年（大正14年）3月7日：開設[2]。
- 1967年（昭和42年）：無人駅化。
- 2016年（平成28年）11月18日：駅本屋について、国の有形文化財（建造物）への登録が答申される[3][4]。
- 2017年（平成29年）5月2日：「小湊鉄道高滝駅本屋」として国の登録有形文化財に正式登録される。

## 駅構造
駅舎に接して単式ホーム1面1線を有する地上駅である。木造駅舎を有する。奥には使用されていないホームが残っており、また構内には側線や小さな車庫も設けられている。駅舎は古くからの木造であるが、内部は待合所のみとなっており、無人駅となった現在では出札口などは残っていない。旧駅事務室部分は信号通信班詰所として使用されている。
毎年8月中旬には、高滝ダムで行われる花火大会に訪れる観客の増加に備え3 - 4両編成列車が運行される。但しホームより長くなっているため、乗降出来る車両が限られる。養老渓谷の観光シーズンなどに増結が行われる場合も同様である。

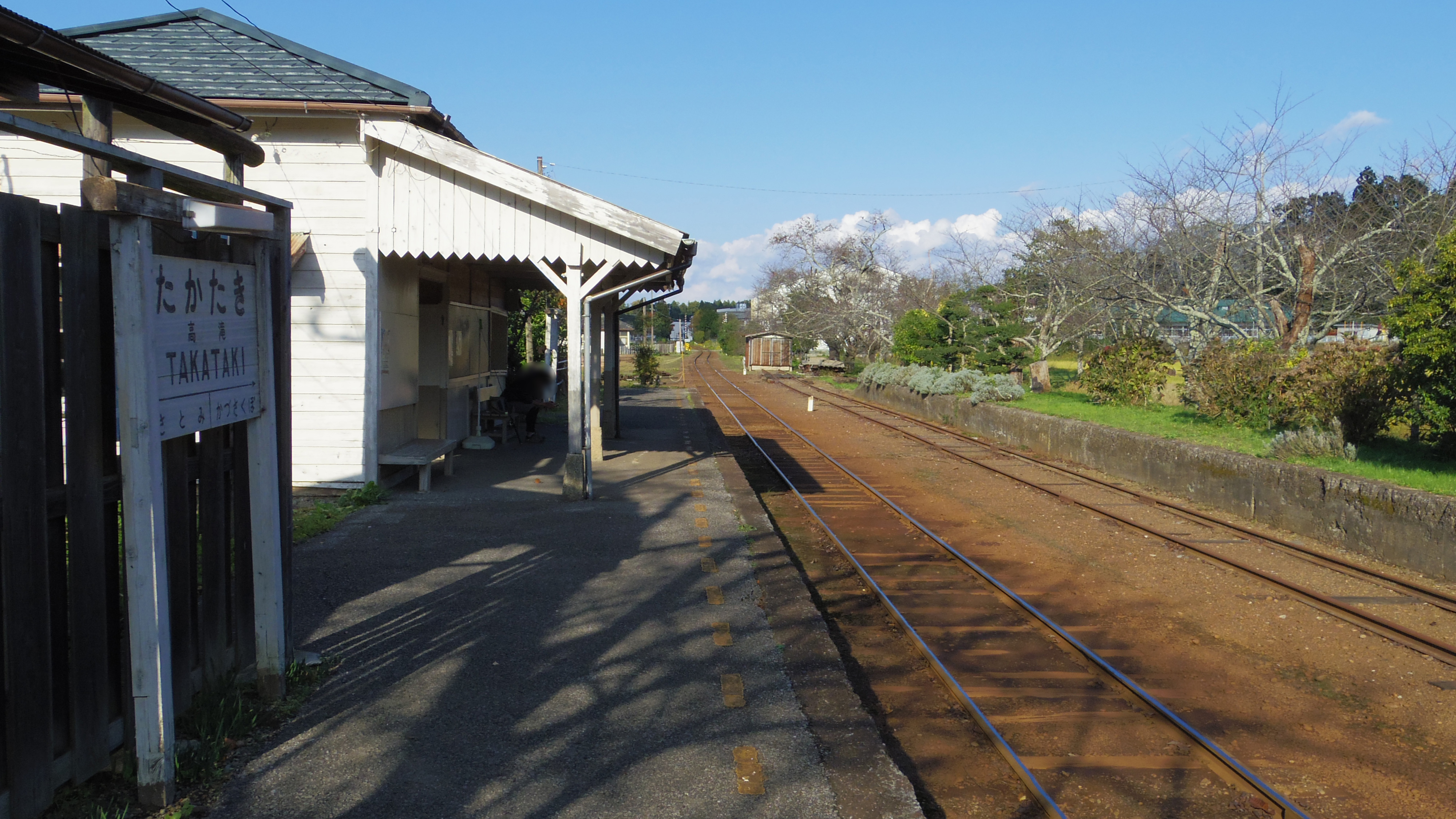
駅ホーム（2015年11月）

## 利用状況
2022年度の1日平均乗車人員は27人である。
近年の一日平均乗車人員推移は以下の通り。
| 乗車人員推移       | 乗車人員推移      | 乗車人員推移 |
| 年度               | 一日平均 乗車人員 | 備考         |
| ------------------ | ----------------- | ------------ |
| 1986年（昭和61年） | 148               | [ * 2 ]      |
| 2007年（平成19年） | 37                | [ * 3 ]      |
| 2008年（平成20年） | 37                | [ * 4 ]      |
| 2009年（平成21年） | 37                | [ * 5 ]      |
| 2010年（平成22年） | 36                | [ * 6 ]      |
| 2011年（平成23年） | 28                | [ * 7 ]      |
| 2012年（平成24年） | 27                | [ * 8 ]      |
| 2013年（平成25年） | 27                | [ * 9 ]      |
| 2014年（平成26年） | 24                | [ * 10 ]     |
| 2015年（平成27年） | 24                | [ * 11 ]     |
| 2016年（平成28年） | 27                | [ * 12 ]     |
| 2017年（平成29年） | 25                | [ * 13 ]     |
| 2018年（平成30年） | 21                | [ * 14 ]     |
| 2019年（令和元年） | 19                | [ * 15 ]     |
| 2020年（令和02年） | 10                | [ * 16 ]     |
| 2021年（令和03年） | 12                | [ * 17 ]     |
| 2022年（令和04年） | 27                | [ * 1 ]      |

## 駅周辺
駅周辺は高滝湖を中心とした観光地となっている。レンタサイクル（100円）を実施しており、周辺の観光に利用することが出来る。駅前には小規模商店や住宅が点在する。

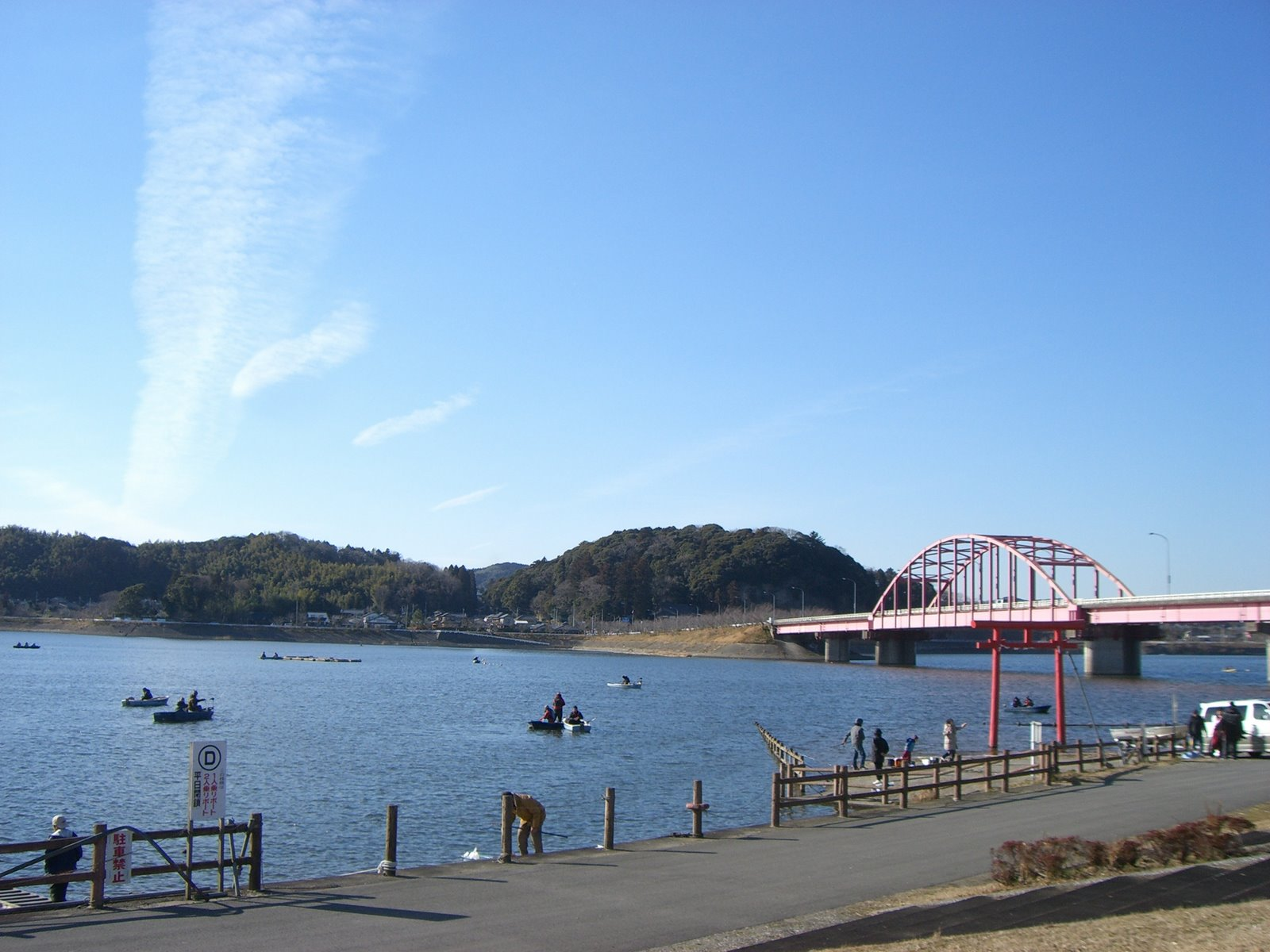
高滝湖（高滝ダム）
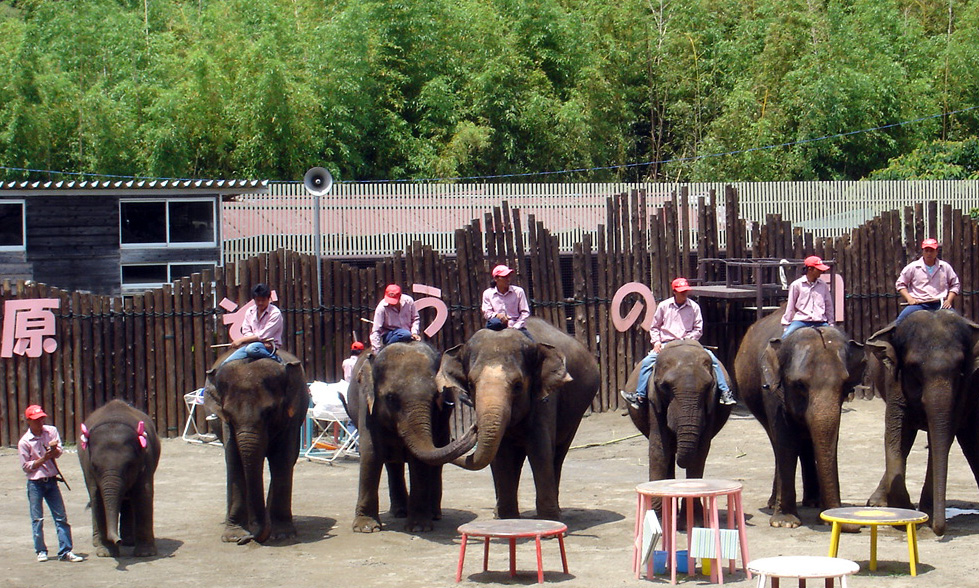
市原ぞうの国

- 首都圏中央連絡自動車道
  - 市原鶴舞インターチェンジ
  - 高滝湖パーキングエリア
- 国道468号
- 千葉県道81号市原天津小湊線
- 千葉県道168号鶴舞馬来田停車場線
- 市原市立加茂公民館
- 高滝郵便局
- 千葉県射撃場
- 市原市農業協同組合高滝支店
- 加茂診療所
- 新井浄水場
- 加茂運動広場
- 高滝湖（高滝ダム）
  - 高滝ダム記念館
- 市原湖畔美術館
- 市原ぞうの国（送迎バスで約5分）
  - サユリワールド
- 高瀧神社
- 高滝湖畔公園
- 長谷川ライディングファーム
- ブリック&ウッドクラブ

- 高滝湖（高滝ダム）
- 市原ぞうの国

## バス路線
最寄停留所は、高滝駅入口となり、以下の路線が乗り入れ、小湊鉄道が運行している。
| のりば     | 系統 | 主要経由地             | 行先   | 運行会社 | 備考 |
| ---------- | ---- | ---------------------- | ------ | -------- | ---- |
| 高滝駅入口 |      | 加茂運動広場・加茂支所 | 里見駅 | 小湊鉄道 |      |

## 隣の駅
小湊鉄道
■小湊鉄道線
- 里山トロッコ停車駅

上総久保駅 - 高滝駅 - 里見駅